# جامعة سيراكيوز
جامعة سيراكيوز (يُشار إليها اختصارًا باسم "سيراكيوز" أو "SU")، هي جامعة بحثية خاصة تقع في مدينة سيراكيوز بولاية نيويورك، الولايات المتحدة الأمريكية. تأسست الجامعة في عام 1870 وكانت جذورها مرتبطة بالكنيسة الأسقفية الميثودية، لكنها أصبحت غير طائفية منذ عام 1920.
تقع الجامعة في حي "جامعة هيل" في الجزء الشرقي والجنوبي الشرقي من وسط مدينة سيراكيوز، وتضم حرمًا جامعيًا واسعًا يتميز بتنوع معماري لافت، يجمع بين طرز تعود للقرن التاسع عشر على طراز الإحياء الرومانسكي، ومبانٍ حديثة التصميم.
تضم الجامعة 13 كلية ومدرسة أكاديمية، وتصنّف ضمن فئة "الجامعات البحثية ذات النشاط البحثي العالي جدًا" (R1) وفقًا لتصنيف مؤسسات الدكتوراه في الولايات المتحدة.
تشارك الفرق الرياضية في جامعة سيراكيوز، المعروفة باسم "أورانج"، في 20 رياضة جماعية تنافسية. وتُعد الجامعة عضوًا في مؤتمر الساحل الأطلسي (ACC) ضمن بطولات الرابطة الوطنية لرياضة الجامعات (NCAA) للدرجة الأولى، باستثناء فريقي تجديف الرجال وهوكي الجليد للسيدات. كما تُعد الجامعة عضوًا في مؤتمر الكليات الشرقية الرياضي (ECAC).
من بين خريجي الجامعة وأعضاء هيئتها التدريسية والمنتسبين إليها شخصيات بارزة من بينها الرئيس الأمريكي جو بايدن، وثلاثة من حائزي جائزة نوبل، وفائز بميدالية فيلدز، و36 من حائزي ميداليات أولمبية، و13 من حائزي جائزة بوليتزر، إضافة إلى فائزين بجوائز الأوسكار والإيمي والغرامي، وزميلين من زمالة رودس، وسبعة من زملاء مارشال، فضلاً عن عدد من حكام الولايات وأعضاء في مجلسي الشيوخ والنواب الأمريكي.